# Плавськ
Плавськ (рос. Плавск) - місто (з 1949 року)  в Тульській області Росії, адміністративний центр Плавського району.
Утворює однойменне муніципальне утворення місто Плавськ зі статусом міського поселення як єдиний населений пункт в його складі.

## Населення
15 711 осіб.

## Географія
Місто розташоване на річці Плава (басейн Оки), за 58 км від Тули.

## Історія
Село Сергієвське (нині м Плавськ) засноване в 1671 року великим землевласником О. С. Хитровим, правнучка якого Параска Ягужинська була дружиною князя Сергія Васильовича Гагаріна.
Розташоване на торговому шляху з півдня на Тулу і Москву, особливо після прокладки через нього Московсько-Курської залізниці, село швидко росло і до середини XIX століття перетворилося на великий торговий центр, який славився торгівлею хлібом.
До кінця XIX століття в Сергіївському починає розвиватися промисловість. На річці Локня князі Гагаріни будують крохмальний завод, близько 1885 року на північному березі річки Плави зводиться залізноробний завод Мінгардта, який в радянський період значно розширив своє виробництво і став провідним підприємством району - ВАТ «Плавський машинобудівний завод "Змичка"», нині завод «Плава».
6 травня 1924 року в село стає центром Сергіївського району Крапивенского повіту Тульської губернії .
22 лютого 1926 року село Сергієвське перейменовано в місто Плавськ, а Сергієвський район - в Плавський; проте вже 6 вересня цього ж року місто Плавськ знову перетворений в сільське поселення Плавське.
20 серпня 1935 року  село Плавське перетворено в робітниче селище Плавськ.
10 травня 1949 року Плавську повернутий статус міста.
Після Великої Вітчизняної війни в 1951 році став до ладу Плавський спиртовий завод, в 1971 році - авторемонтний завод.
З 2006 року Плавськ утворює муніципальне утворення (міське поселення) «місто Плавськ».

## Економіка
Плавський машинобудівний завод «Плава»

## Туризм
Місто Плавськ - один із старовинних міст, офіційно зареєстрованих (від 10 травня 1949 указом президії верховної ради РРФСР «Про перетворення селища Плавськ» і про «Утворення органів влади на території міста Плавськ Тульської області»), як має історичне значення, однак він не був включений в список міст, рекомендованих Департаментом культури міністерства освіти і культури Тульської області для екскурсійного обслуговування, хоча туристичні маршрути по трасі Москва-Крим проходять через місто Плавськ. Екскурсії проводить МБУК р Плавськ Плавського району «Плавський районний краєзнавчий музей».
Туристичні маршрути:
1. Музей - Боярин Верх;
2. Музей - Церкви міста;
3. Музей - Лікарняний комплекс;
4. Вул. Комунарів - Курган Слави;
5. Музей - джерела на річці Плав'є, пам'ятник природи, що охороняється державою;
6. м Плавськ - село Синявино, батьківщина двічі Героя Радянського Союзу Б. Ф. Сафонова;
7. м Плавськ - Кобилинський хутір.

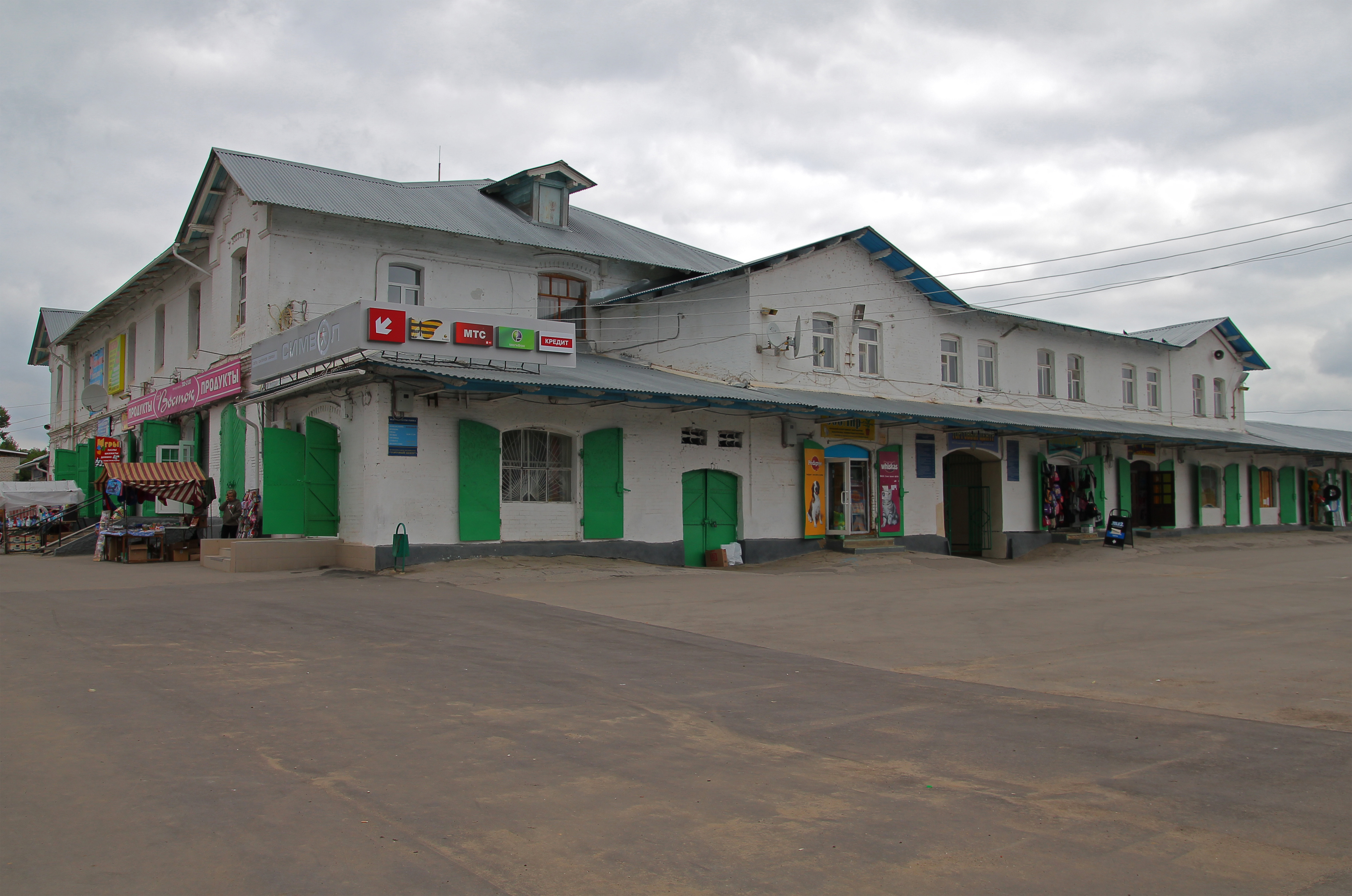
Торгові ряди
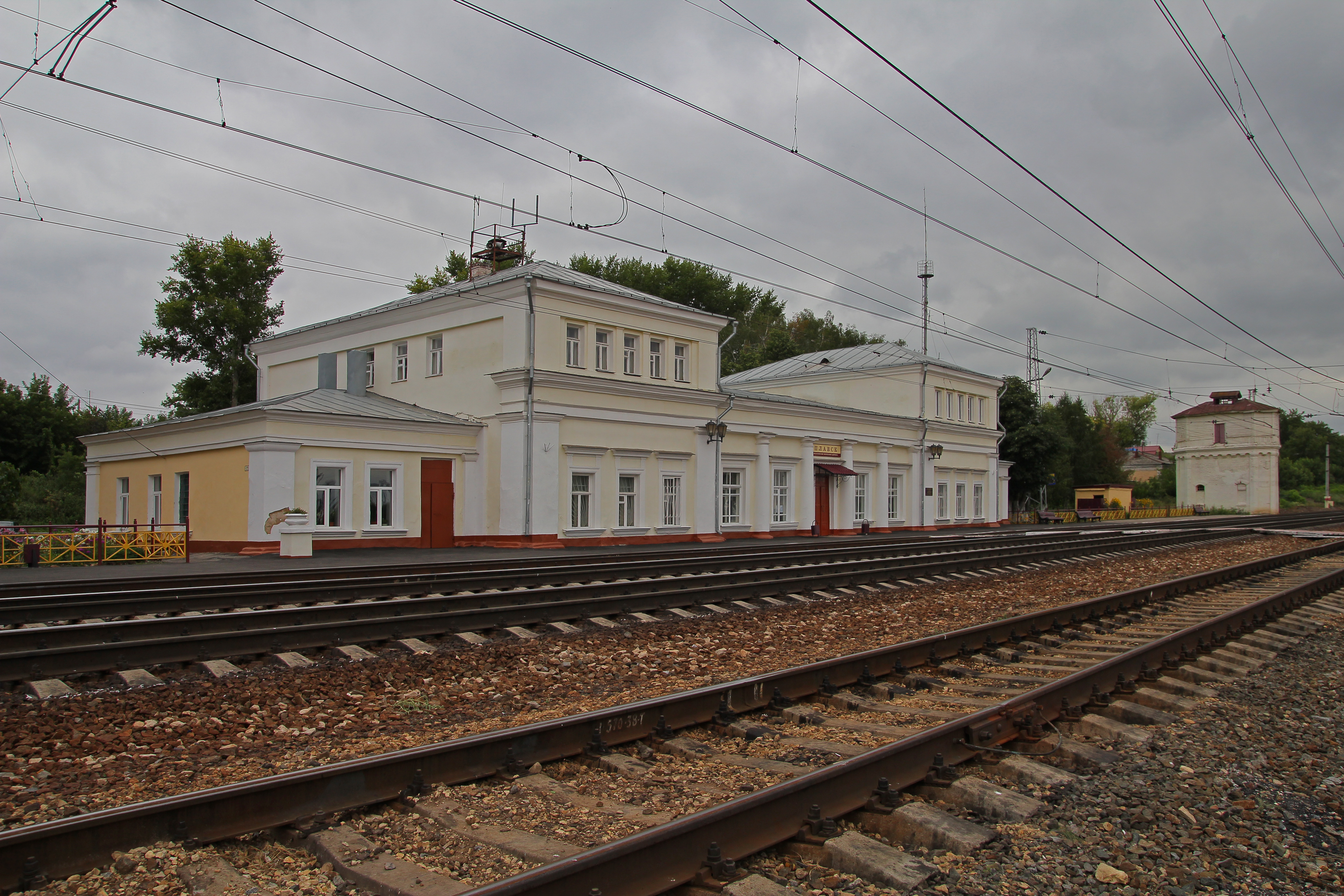
Залізнична станція
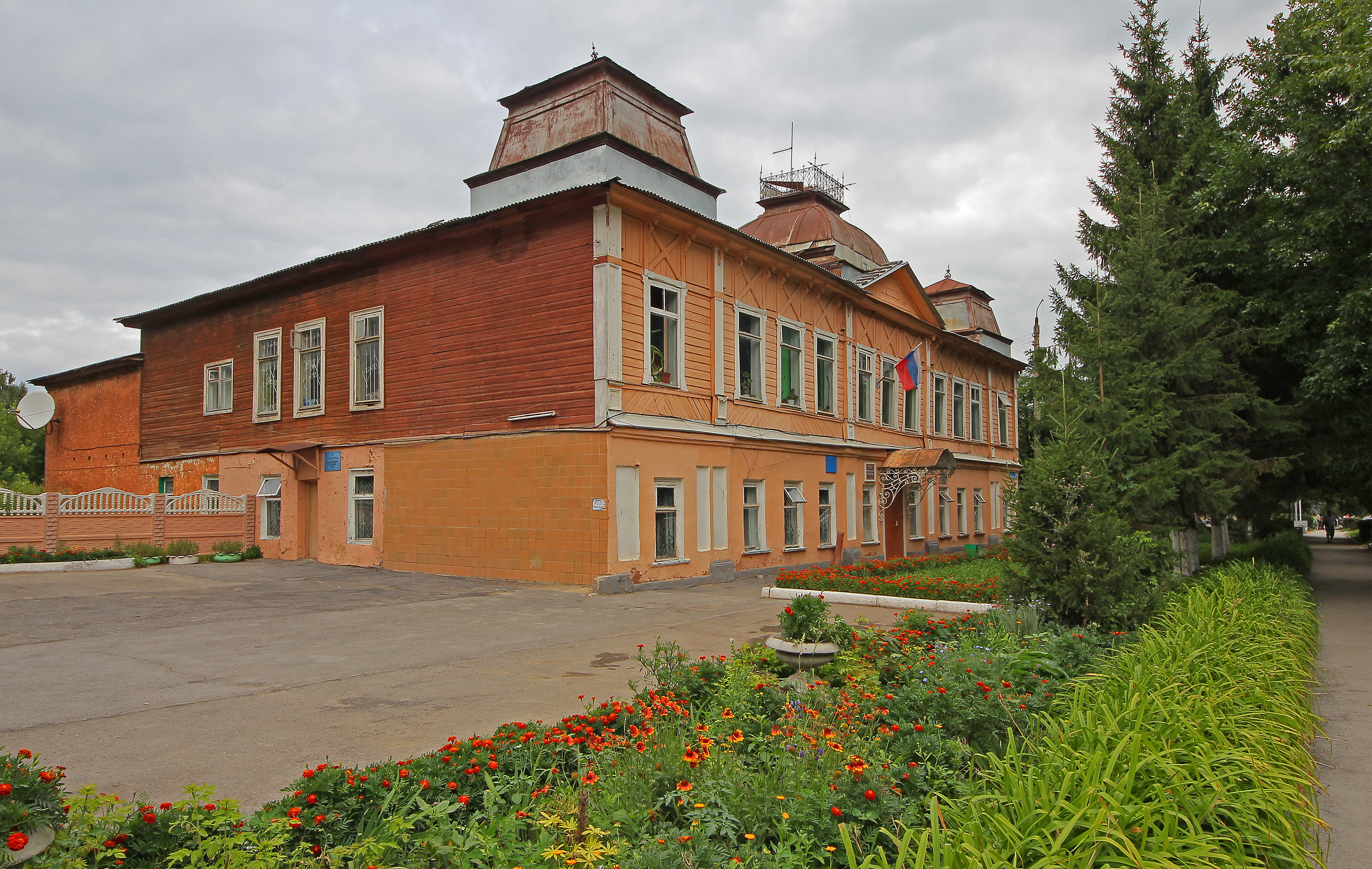
Будівля міської адміністрації
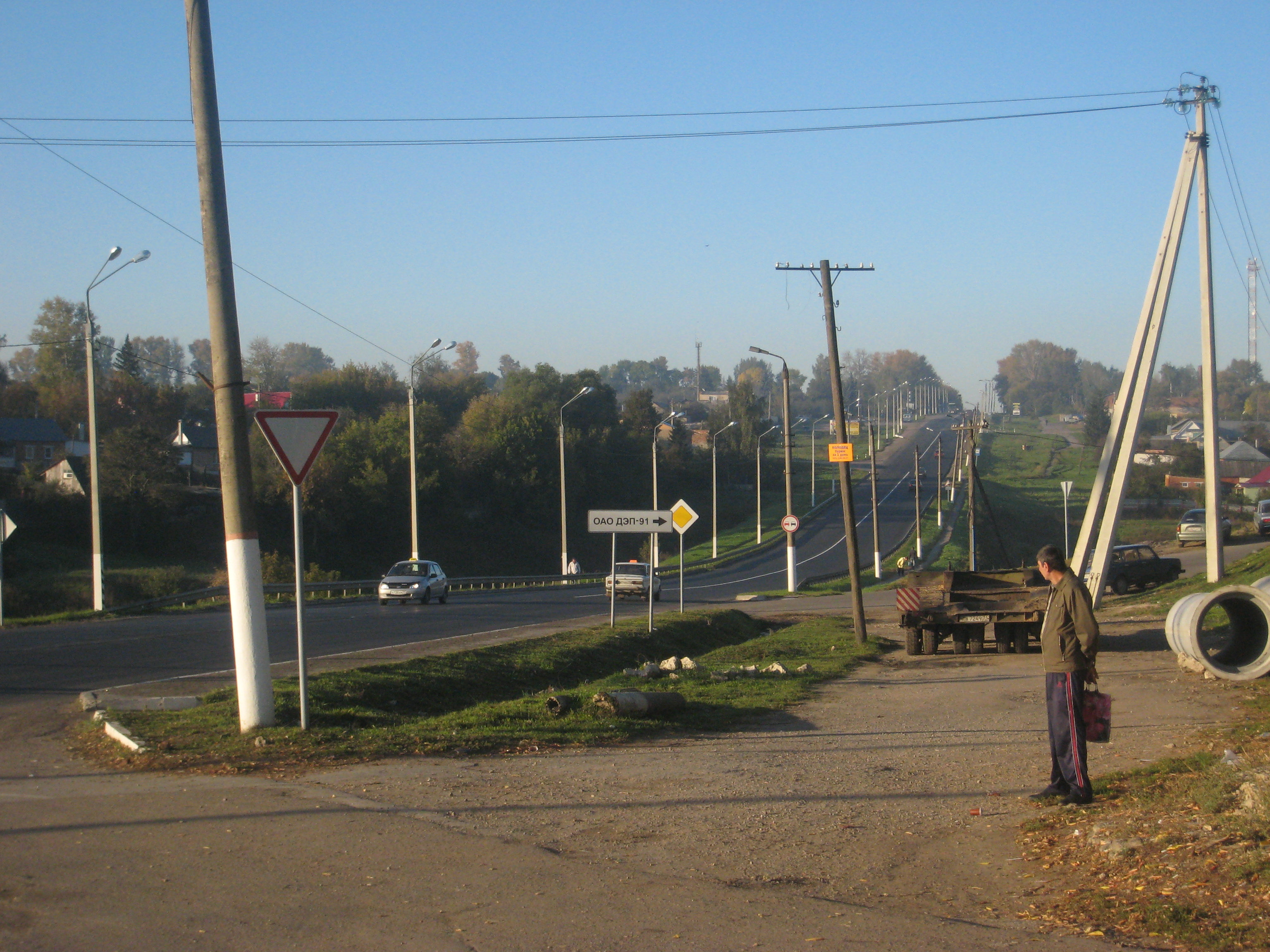
Дорога через Плавськ
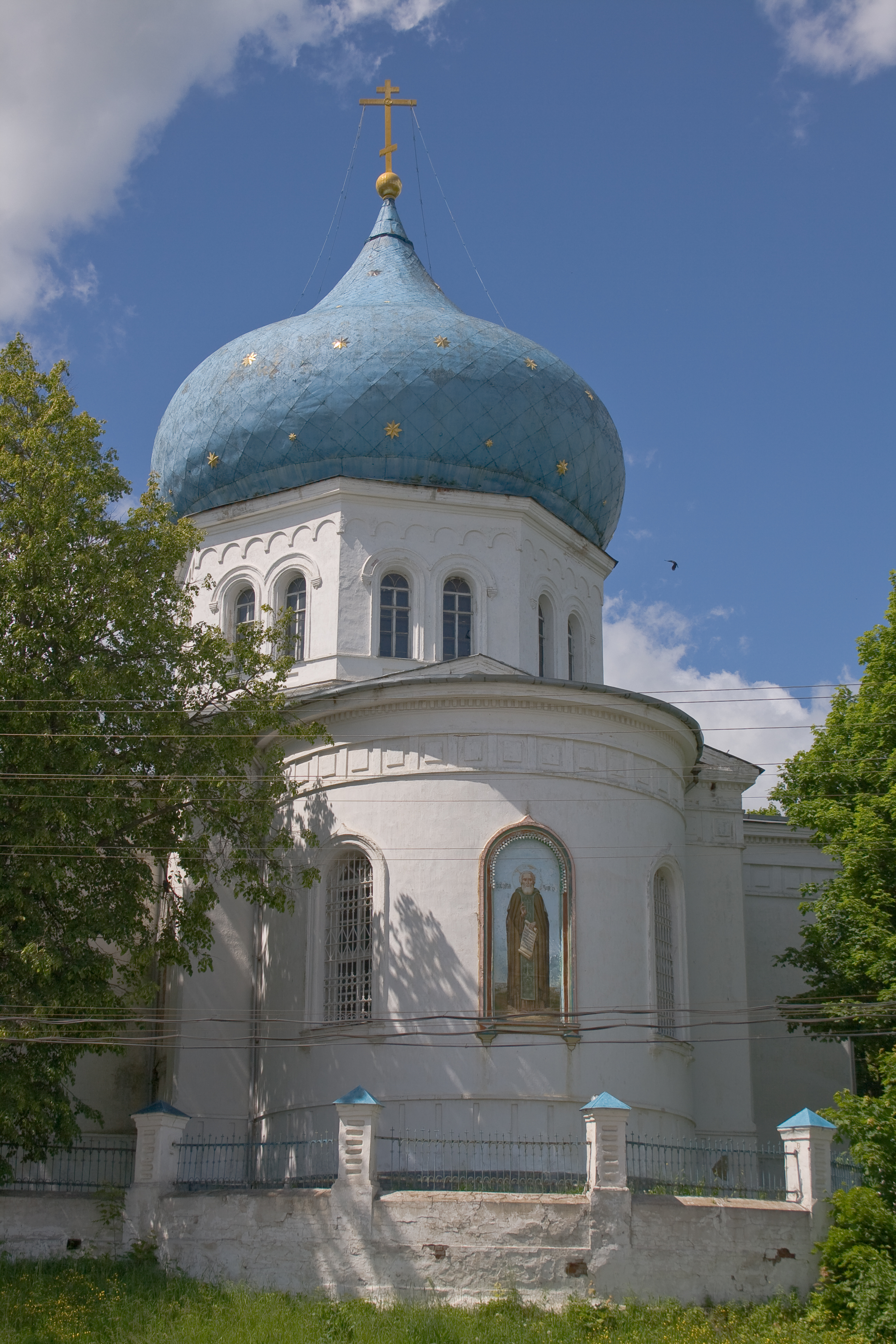
Церква ім.Сергія Радонезького
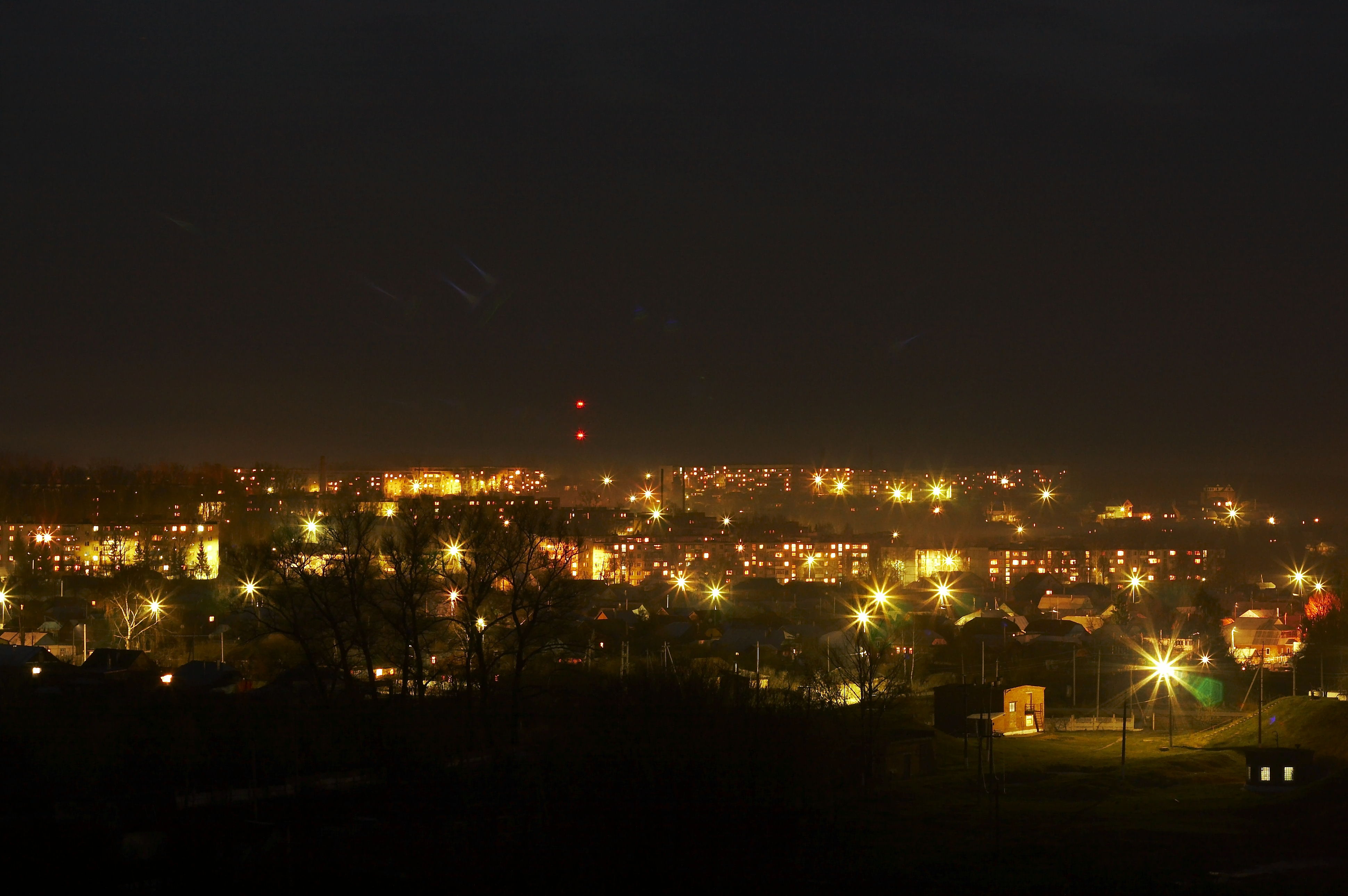
Нічне місто Плавськ
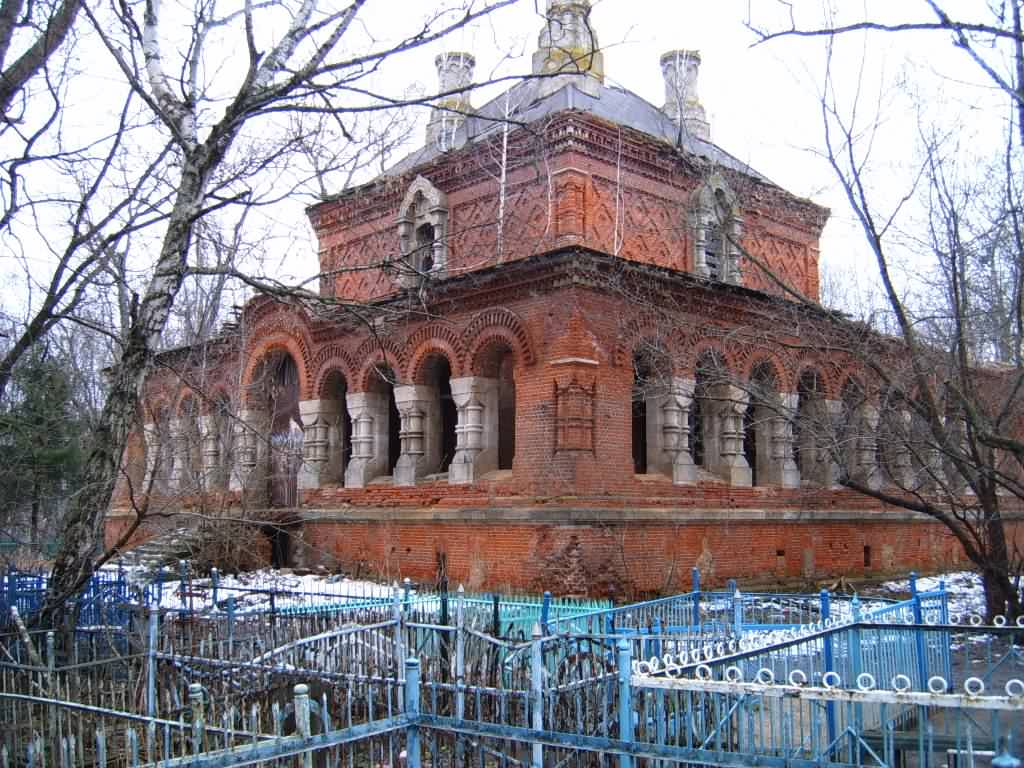
Всіхсвятська церква г.Плавськ